# Йордан Мурлев
Йордан Методиев Мурлев е български професионален футболист, играл като защитник и дефанзивен полузащитник. С тима на ЦСКА (София) печели купата на България през сезон 1987/88. 

## Успехи
ЦСКА София
- Купа на България: 1987/88

Пирин Благоевград
- Финалист за купата на България: 1980/81